# Гранха-де-Мореруела
Гранха-де-Мореруела (ісп. Granja de Moreruela) — муніципалітет в Іспанії, у складі автономної спільноти Кастилія-і-Леон, у провінції Самора. Населення — 301 особа (2010).
Муніципалітет розташований на відстані близько 230 км на північний захід від Мадрида, 34 км на північ від Самори.
На території муніципалітету розташовані такі населені пункти: (дані про населення за 2010 рік)
- Гранха-де-Мореруела: 299 осіб
- Ла-Табла: 2 особи

## Демографія
Динаміка населення (INE ):